# Потребление
Потребле́ние — использование продукта в процессе удовлетворения потребностей. В экономике потребление приравнивается к приобретению благ или услуг. Потребление становится возможным вследствие получения дохода или траты сбережений.
Рассмотрение потребления как процесса удовлетворения потребностей основано на постулатах экономической теории. Но кроме экономической теории, проблематикой потребления занята также экономическая социология. «Потребление традиционно рассматривалось либо как материальный процесс, укорененный в человеческих нуждах, либо как идеальная практика, укорененная в символах, знаках и кодах», — говорит в своих лекциях Балихар Сангера, профессор Кентского университета в Великобритании. Это высказывание говорит об основных различиях между рассмотрением потребления в экономической теории и экономической социологии.
Если не касаться вопросов различия методов и объектов исследования, фундаментальный водораздел между рассматриваемыми дисциплинами лежит в области общеметодологических предпосылок анализа, «в подходах к моделированию человеческого действия».
Экономическая теория рассматривает человека в рамках экономических отношений: в условиях ограниченности ресурсов индивид ищет наиболее эффективные пути для удовлетворения собственных потребностей. Самого человека (субъекта) в таком случае можно охарактеризовать как «максимизатора полезности». В экономической модели четко прослеживается атомизм субъекта и относительная независимость принимаемых им решений.
Экономическая социология же «изучает экономическое действие как форму социального действия», которое, если последовать ходу рассуждений В. Радаева и вспомнить трактовку социального действия Максом Вебером, представляет собой «субъективное смысловое единство» и по смыслу «соотносится с действиями других людей». Индивидуализм субъекта в такой модели относителен, так как он рассматривается «в совокупности своих социальных связей и включенности в разнородные социальные структуры». Мотивы поведения человека в такой модели выходят за пределы чисто экономических целей (удовлетворение потребностей и тому подобное).
Экономическая модель Homo economicus, таким образом, представляет собой аналитическую редукцию. В процессе этой редукции из рассмотрения изымаются важные культурные и социальные категории, целью же такого рассмотрения является построение точных моделей экономического действия.
В то же время, наличие культурного аспекта в потреблении признано многими. Пол ДиМаджио, признанный специалист в области социологии культуры, утверждает: «Хозяйственные процессы всегда имеют некую нередуцируемую „культурную“ составляющую». Под хозяйством в данном случае понимаются «институты и отношении производства, обмена и потребления». Непопулярность категорий культуры у экономистов П. ДиМаджио объясняет предпочтениями последних: сложно строить точные дедуктивые модели, так как пертурбации восприятия и оценивания редко могут служить прочным основанием для таких моделей. Более того, ДиМаджио идет далее и находит противоречия в самих экономических постулатов: приводя высказывание Нила Смелзера, ДиМаджио приходит к выводу, что сама «рациональность» субъекта в экономике — не что иное, как культурная реалия, ошибочно принятая за «природу».
Подытожим словами социолога Александра Бикбова: «Голос социологии и коллективной психологии со всей серьёзностью усомнился в здравости того крайне ограниченного здравого смысла, которым экономисты-теоретики наделили своего рационального потребителя».
Другой термин — Homo sociologicus — описывает человека «социологического» — модель, противоположную ранее рассмотренной модели homo economicus. «Человек социологический» — человек, социально обусловленный, и мотивации его часто не вполне ясны стороннему наблюдателю, каковым часто и является исследователь. Именно поведением этого «человека» занимается экономическая социология, обращая внимание на культурную, знаковую среду, его окружающую. Сложность использования данной модели, по сравнению с точными моделями экономической теории, ясна любому исследователю. В то же время именно попытки аналитического рассмотрения поведения homo sociologicus принесли в социологическую науку неоценимые по своей важности идеи и конструкты.
В начале книги «К критике политической экономии знака» Жан Бодрийяр четко разделяет два подхода к исследованию потребления: первый из них (условно «экономическим») рассматривает предметы в терминах потребностей («гипотеза первичности потребительной стоимости»), а второй — («социологический») признает первичность «знаковой меновой стоимости». Не признавая прав первой концепции на существование, Бодрийяр призывает видеть за «явным дискурсом предметов» (теория потребностей и их удовлетворения) фундаментальный социальный дискурс, по большей части бессознательный и получающий своё выражение в социальной демонстрации.
Отсылая к опыту первобытных обществ, Бодрийяр показывает, что потребление первоначально «не соответствует никакой индивидуальной экономии потребностей, но является социальной функцией почета и иерархического распределения». Необходимость производства и обмена продиктована необходимостью сделать видимой социальную иерархию, механизмом социальной демонстрации.

## Субъекты потребления
1. Потребитель — гражданин, имеющий намерение заказать или приобрести или заказывающий, приобретающий и использующий товары/услуги исключительно для личных, семейных и иных нужд, не связанных с предпринимательской деятельностью.
2. Изготовитель — организация (не зависимо от её организационно-правовой формы) или индивидуальный предприниматель, занимающиеся изготовлением товаров и услуг для реализации их потребителями;
3. Исполнитель — организация или индивидуальный предприниматель, выполняющие работы или оказывающие услуги потребителю на основании заключения возмездного договора;
4. Продавец — организация или индивидуальный предприниматель, реализующие товары потребителю в рамках заключения договора купли-продажи.[1]

## Виды потребления
Потребление бывает двух видов:
1. Производственное. Это использование различных ресурсов в процессе производства (закупка и использование сырья, оборудования и т. д.);
2. Личное. Это использование человеком различных материальных благ (одежда, обувь, продукты питания и т. д.) для удовлетворения собственных потребностей.[2]

## Различия между потребителем и покупателем
Потребитель и покупатель — это очень близкие понятия. Однако, между ними существует ряд различий, которые не позволяют их отождествлять:
1. Главное различие между этими двумя понятиями — наличие цели заключить договор. Потребитель в процессе потребления может преследовать цель удовлетворения семейных, личных и иных нужд, не связанных с предпринимательством. Покупатель же может преследовать как эти цели, так и цели, связанные с предпринимательской деятельностью.
2. Юридическое лицо не может быть потребителем. При возникновении спора между юридическими лицами следует обращаться в арбитражный суд, а в случаях нарушения прав потребителей — в суды общей юрисдикции.
3. Потребитель, в отличие от покупателя, не всегда приобретает товар как материальный объект. Заказав ремонт квартиры из собственных материалов, индивид не будет являться покупателем, так как не получил какую-либо вещь в собственность, однако будет являться потребителем, потому что ему будет оказана некоторая услуга, контрагентом которой будет являться некоторая организация.
4. Покупатель, в отличие от потребителя, может приобрести товар у физического лица. Закон о защите прав потребителей устанавливает, что изготовитель и исполнитель — это всегда организации, юридические лица (независимо от их организационно-правовой формы) или индивидуальные предприниматели.
5. Покупатель, являющийся юридическим или физическим лицом, заключивший договор с другим физическим лицом, не имеет права ссылаться на «Закон о защите прав потребителей», так как все условия и санкции при их невыполнении следует включить в сам договор и в случае нарушения можно ссылаться только на соответствующие главы ГК РФ. Это связано с тем, что покупатель, в отличие от потребителя, имеет равные права с продавцом.
6. Покупатель имеет права, предусмотренные ГК РФ и заключённым им договором с продавцом. Потребитель же, имеет права, предусмотренные не только ГК РФ и договором, но и Законом о защите прав потребителей.[3]

## Кейнсианская концепция потребления
Дж. М. Кейнс в своей концепции потребления исходил из гипотезы абсолютного дохода. Он обращал внимание на то, что субъекты формируют своё потребление в зависимости от полученного ими текущего дохода. Он считал, что распределение дохода на потребление и сбережения зависит не от процентной ставки, а от предпочтений потребителя.
Кейнс сформулировал так называемый основной психологический закон, который характеризует поведение потребителей, склонны, чаще всего, увеличивать своё потребление с ростом доходов, но не в той мере, в которой растёт их доход.
Согласно этой теории он полагал, что желание людей сберегать часть дохода обусловлено:
— стремлением обеспечить резерв на случай непредвиденных обстоятельств;
— стремлением обеспечить свою старость, дать образование детям, необходимостью содержать иждивенцев;
— желанием обеспечить доходы в форме процента;
— желанием наслаждаться чувством независимости;
— намерением обеспечить необходимые средства для коммерции;
— желанием оставить наследство;
— скупостью.
Кейнс полагал, что психологический фактор отражается на средней склонности к потреблению и средней склонности к сбережению.
Средняя склонность к потреблению (APC) — это выраженная в процентах доля любого общего дохода, которая идёт на потребление. Она выражается в отношении потребления к совокупному наличному доходу.
Средняя склонность к сбережению (APS) — это выраженная в процентах доля любого общего дохода, которая идёт на сбережение. Она выражается в отношении сбережений к наличному доходу.

## Теория потребления Модильяни
Теорию потребления Ф. Модильяни также называют теорией «жизненного цикла». Данная теория, как и теория М. Фридмана основана на положении, согласно которому потребление в каждом периоде жизни зависит не от текущего дохода, а от дохода, ожидаемого на протяжении всей жизни.
Согласно теории Модильяни, как доход, так и неразрывно связанное с ним потребление колеблются на протяжении смены жизненных этапов человека:
— В молодости люди берут деньги в долг, рассчитывая на высокий заработок в зрелости. После выхода на пенсию потребление обеспечивается накопленными сбережениями предыдущего периода.
— Основной причиной колебания дохода является выход на пенсию, когда происходит значительное снижение доходов. Поэтому, чтобы не снизить резко уровень потребления, большинство людей откладывает средства к моменту выхода на пенсию. Таким образом, весь ожидаемый за годы жизни поток денежных доходов равномерно распределяется для текущего потребления.
Концепция Модильяни выглядела стройно и обнадёживающе, однако впоследствии оказалось, что пенсионеры не расходуют отложенные сбережения полностью.

## Концепция потребления Фридмана
Милтон Фридман для объяснения поведения потребителей предложил гипотезу постоянного (перманентного) дохода, которую он сформулировал в 1957 году. В основе данной гипотезы лежит положение о том, что субъекты формируют свои потребительские расходы в зависимости не от текущего, а от постоянного дохода, стремясь обеспечить стабильный уровень потребления на протяжении жизни. По Фридману, потребление пропорционально перманентному доходу.
Под перманентным доходом подразумевается доход, ожидаемый потребителем за длительный промежуток времени (несколько лет или вся жизнь). Этот доход детерминирован всем богатством человека: располагаемыми средствами (акциями, облигациями, недвижимостью) и человеческим капиталом — всем, что обеспечивает заработок субъекта. Перманентный доход — это средневзвешенная величина из всех доходов, которые субъект ожидает получить в будущем.

## Неоклассическая концепция потребления
Данная концепция строится на следующих предпосылках:
— теория межвременного потребительского выбора И. Фишера;
— концепция эндогенного дохода, согласно которой экономические субъекты не сталкиваются с ограничениями на рынке труда, поэтому сами определяют величину своего дохода, исходя из критерия максимизации полезности.
Чем выше эндогенный доход, тем выше уровень потребления субъекта.

## Роль потребления в рыночной экономике
Потребление оказывает важное влияние на рыночную экономику сразу с нескольких позиций:
1. В условиях свободного потребления потребитель получает возможность делать осознанный выбор между производителями однородной продукции, что способствует развитию конкуренции производителей.
2. В условиях рыночной экономике потребитель способен чётко сформулировать критерии, по которым он выбирает тот или иной товар. Если продукт им не соответствует, то он не будет куплен, поэтому производители должны подстраиваться под потребительские желания. Это — фундаментальное отличие рыночной экономики от командной, так как в последней только государство решает, что люди будут потреблять.
3. Потребление является каналом связи между производителем и покупателем продукции. Потребление направлено на удовлетворение потребностей. Как только базовые потребности удовлетворены, только тогда потребители переходят на следующий уровень потребления. Таким образом, именно оно регулирует, что будет производиться на рынок.
4. Потребление формирует желаемый наиболее завершённый вариант производимой продукции, устанавливает баланс между спросом и предложением. Именно изучив потребление того или иного товара, специалист-маркетолог может предложить фирме наиболее предпочтительный вид продукции, которую стоит производить. Анализ потребления помогает снизить риски при продажах, ведь именно по нему становится ясно, что потребители хотят покупать, а что продано не будет.[10]